# Blumau-Neurißhof
Blumau-Neurißhof – gmina w Austrii, w kraju związkowym Dolna Austria, w powiecie Baden. Według Austriackiego Urzędu Statystycznego liczyła 1 812 mieszkańców (1 stycznia 2014).